# Chetogena vibrissata
Chetogena vibrissata là một loài ruồi trong họ Tachinidae.